# Dscha'far Meili Monfared
Dscha'far Meili Monfared (persisch جعفر میلی‌منفرد Dscha'far Meili Monfared; * 1953 in Teheran; † 7. Juni 2024) war ein iranischer Forscher, Professor für Elektrotechnik an der Amirkabir-Universität der Technologie und Reformpolitiker. Er war unter Mohammad Chatami und Haschemi Rafsandschani Minister für Wissenschaft, Forschung und Technologie.
Er promovierte in Elektrotechnik an der Universität Pierre und Marie Curie. Er wurde im August 2013 erneut als Minister für Wissenschaft, Forschung und Technologie der Regierung Rohani nominiert. Der vorgeschlagene Kandidat Dscha'far Meili Monfared wurde vom Parlament nicht bestätigt. Stattdessen wurde es Reza Faradschidana.